# Dicranomyia (Caenoglochina) rogersiana longistylata
Dicranomyia (Caenoglochina) rogersiana longistylata is een ondersoort van de tweevleugelige Dicranomyia (Caenoglochina) rogersiana uit de familie steltmuggen (Limoniidae). De ondersoort komt voor in het Nearctisch gebied.